# Catharina van Knibbergen

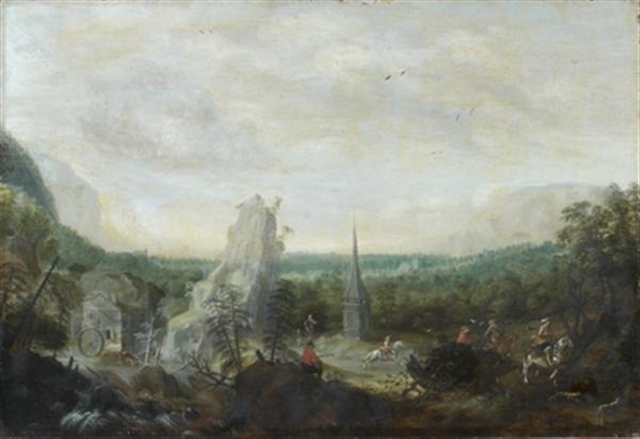
Catharina van Knibbergen, soldaten in een landschap

Catharina van Knibbergen (Den Haag) was een Noord-Nederlandse landschapschilder.

## Leven en werk
Het is onbekend waar en wanneer Catharina van Knibbergen is geboren. De eerste vermelding van het bestaan van de kunstenares wordt gedaan in het boek Jeugdige minne-spiegel dat de dichter Pieter Nootmans schreef in 1634. Een van de gedichten in de bundel is opgedragen aan de 'vermaerde Konst-rijcke Schilderesse Juffrou Catharina van Knibbergen'. Het gedicht vertelt een onmogelijke liefdesverhaal dat plaatsvindt in een pittoresk landschap. Ten tijde van de uitgave van dit boek had Van Knibbergen al naam gemaakt als kunstschilder. Uit archiefstukken blijkt dat Catharina van Knibbergen lid was van Pictura, een schildersgenootschap uit Den Haag. Ze schilderde meestal berglandschappen. Haar werken worden regelmatig genoemd in boedelinventarissen van interieurs in Den Haag. Het is mogelijk dat Catharina een dochter was van de landschapsschilder Francois van Knibbergen (Den Haag 1596/97, overleden na 1664).
Naar verluidt is Van Knibbergen in 1665 getrouwd met legerofficier Gerard de Witte. Ze is bekend onder zeventien verschillende naamvarianten. Dit komt doordat Catharina van Knibbergen verward werd met de eveneens Haagse kunstenares Catharina van der Snap. Deze trouwde in 1653 met een weduwnaar Gerard de Witte, waardoor er twee kunstenaressen met een De Witte waren getrouwd.